# Sutton megye
Sutton megye az Amerikai Egyesült Államokban, azon belül Texas államban található. Megyeszékhelye és legnagyobb városa Sonora. Lakosainak száma 3372 fő (2020. április 1.). Sutton megye Schleicher, Kimble, Edwards, Val Verde, Crockett és Menard megyékkel határos.

## Népesség
A megye népességének változása:
| Lakosok száma | 4060 | 4011 | 3939 | 4006 | 3913 | 3372 |
|               | 2010 | 2011 | 2012 | 2013 | 2015 | 2020 |